# SV Vitesse
SV Vitesse is een voetbalclub uit Antriol, nabij Kralendijk op Bonaire. De club is opgericht in 1967 en heeft groen en wit als clubkleuren.
De club speelt in de Bonaire League en won deze in 1991 en 1993. Als kampioen of de nummer twee van Bonaire neemt de club ook deel in de Kopa Antiano waarin om het kampioenschap van de Nederlandse Antillen wordt gestreden.

## Erelijst
Bonaire League
- kampioen in 1967/1968, 1968/1969, 1969/1970, 1970/1971, 1980/1981, 1990/1991, 1993.